# JFK Olimps
JFK Olimps foi uma equipe letão de futebol com sede em Daugava. Disputava a primeira divisão da Letónia (Campeonato Letão de Futebol).
Seus jogos foram mandados no Daugava Stadium, que possui capacidade para 6.000 espectadores.

## História
O JFK Olimps foi fundado em 2005.